# Tore Virke
Tore Fritiof Virke, född 15 december 1910 i Borås, död 19 mars 1983 i Stockholm, var en svensk arkitekt.

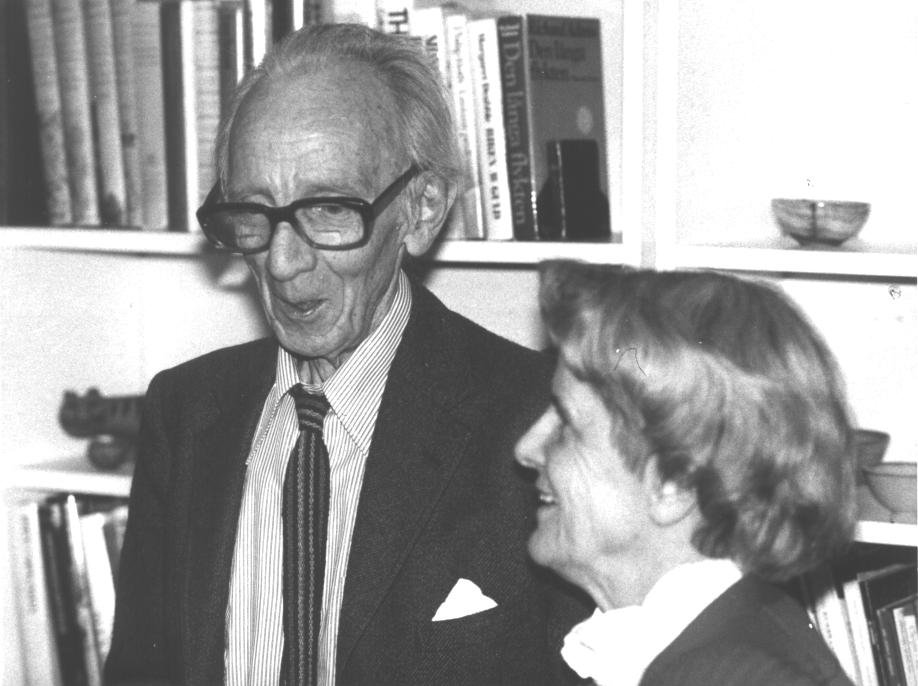
Tore Virke på sin 70-årsdag (1980) med hustrun Britt

## Utbildning
Tore Virke examinerades 1935 vid KTH och bedrev egen arkitektverksamhet från 1945. Han var redaktör för tidskriften Byggmästaren 1951–1954.

## Arbeten och verksamhet
Tore Virke har ritat villor, sommarstugor, bostadshus, kontorshus, kyrkor, församlingshem, klockstaplar, orglar, hotell, äldreboenden, förskolor och hem/verkstäder för utvecklingsstörda ungdomar. Åsarne nya kyrka och Marielundskyrkan i Östersund omfattas av Kulturminneslagen. Tore Virke har även utfört ombyggnader och restaureringar av ett flertal kyrkor såsom Yttermalungs kapell, Risinge gamla kyrka, Vederslövs gamla kyrka, Härnösands domkyrka, Åre gamla kyrka, Berg, Rörbäcksnäs kapell, Offerdals kyrka,  Karlsborgs garnisonskyrka och Suntaks nya kyrka. I samarbete med Socialstyrelsen och arkitekt Hillevi Svedberg utförde Tore Virke under 1970-talet utredningar och (modul-) ritningar till ett flertal förskolor. Många förskolor, framför allt i Nacka och Huddinge kommuner, utfördes under denna tid av Virke Arkitektkontor.
Tore Virkes arkitektur kännetecknas ofta till det yttre av ett stramt, funktionalistiskt uttryck, medan interiörerna gärna utförts med inslag av trä i varma färgsättningar. Yttermalungs kapell och Åsarne nya kyrka är utmärkta exempel på detta. I flera sammanhang utformade han specifika inredningsdetaljer, till exempel armaturer. Exempel på detta finns bland annat i Ludvika lillkyrka, Ludvika Gård och i S:t Persgården (församlingshem), Järvsö.

## Medarbetare
Tore Virke samarbetade genom åren med bland andra arkitekterna Nils Sterner, Folke Löfström, Ralph Erskine, Erik Olof Holmberg, Werner Lieb, Ulf Oldaeus, Björn Knutsson och Hillevi Svedberg samt med textilkonstnären Kerstin Ekengren, Järvsö och glaskonstnären Erik Höglund, Stockholm.

## Privatliv
Tore Virke gifte sig 1942 med Britt Carter. De fick tre barn, Eva (1944–2011), gift Engqvist, John och Robin.

## Övriga engagemang
Tore och Britt Virke var mycket engagerade i starten av den första svenska Waldorfskolan och Tore Virke var ordförande i stiftelsen Kristofferskolan i Stockholm 1953–1959 samt i föreningen för Waldorfpedagogik under många år.

## Verk i urval

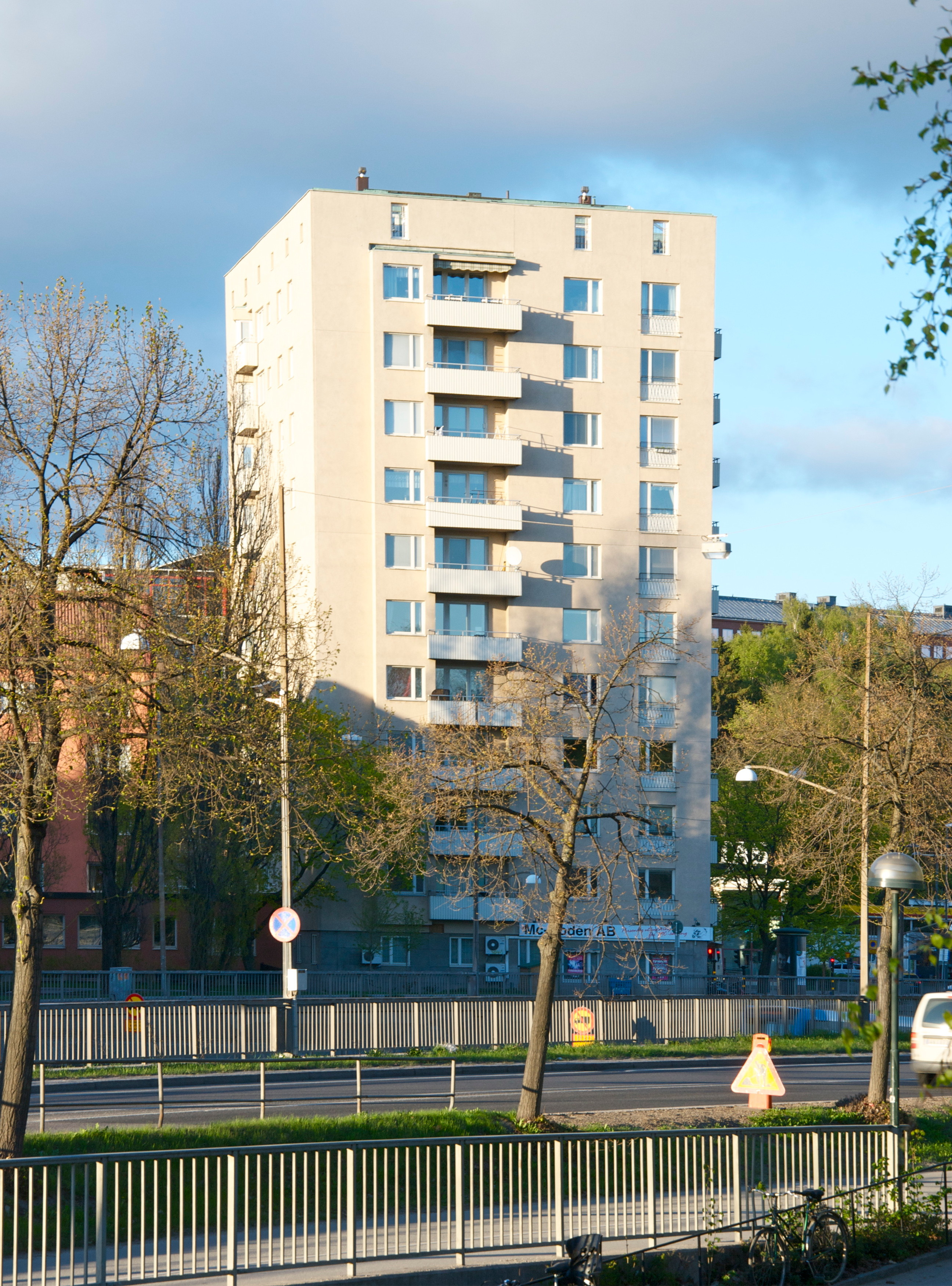
Good Year Huset vid Lindhagensplan.

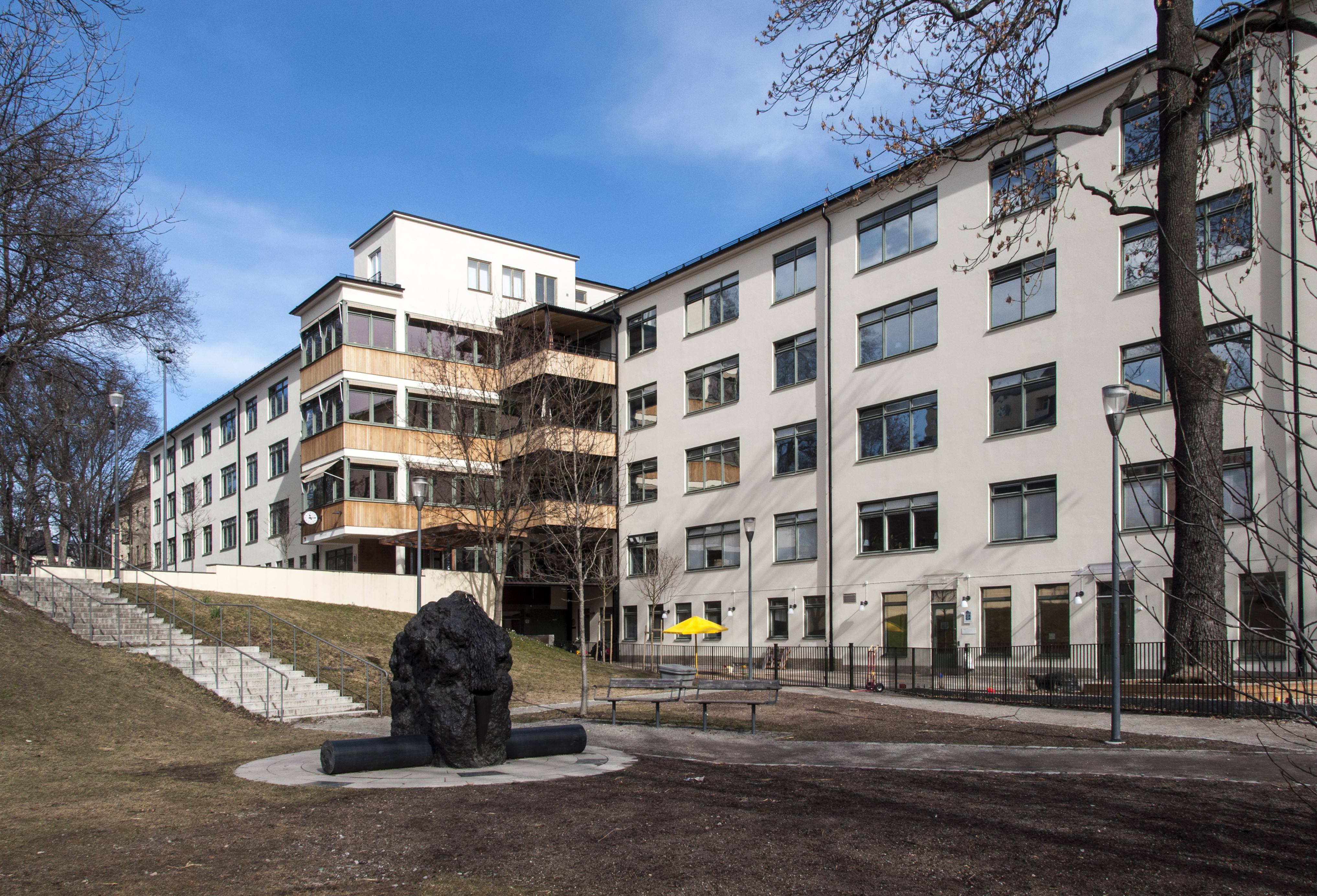
Nya vårdhemmet på Sabbatsberg (tillsammans med Nils Sterner)

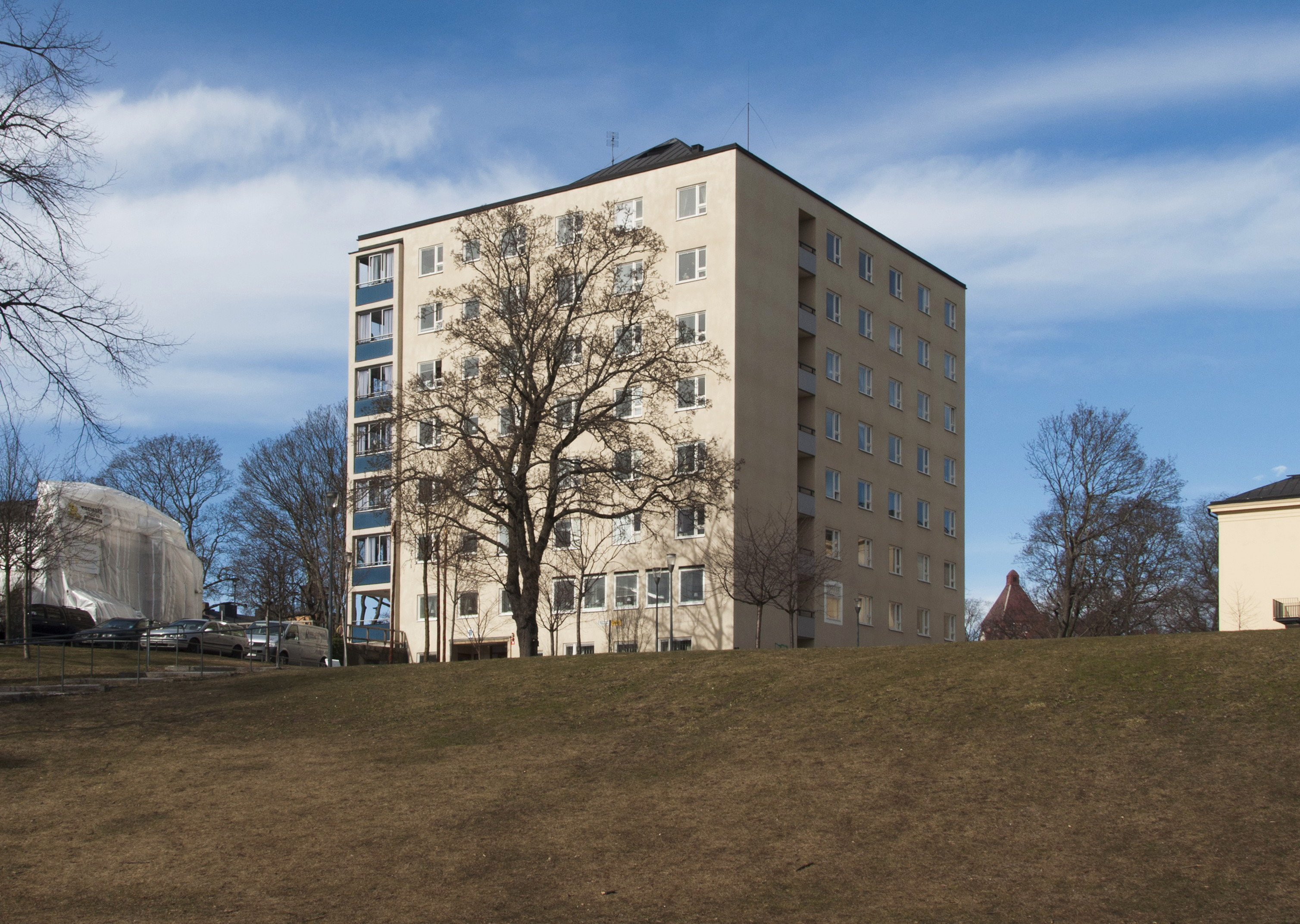
Nya hemmet på Sabbatsberg (tillsammans med Nils Sterner)

- Klockhuset "Nya vårdhemmet", Eastmansvägen 29-33, Stockholm. Med arkitekt Nils Sterner, 1940–1942.[10]
- Dalahöjdens äldreboende "Nya Hemmet" Eastmansvägen 26, Stockholm. Med arkitekt Nils Sterner, 1949–1950[11]
- Bostadsrättsföreningen Väktaren, Norrtälje. Med arkitekt E.O. Holmberg, 1960[12]
- Bostadshus "Good Year Huset", Lindhagensplan 45, Stockholm[13]
- Brommagården äldreboende, Bromma Kyrkväg 449, Stockholm. Rivet och ersatt med liknande byggnad 1992
- Rörbäcksnäs kapell. (Omfattande renovering) Nedbrunnet 1992. Återuppbyggt 1993.[14]
- Hantverkscentrum och Scandic Uplandia Hotel, Dragarbrunnsgatan 32, Uppsala, 1963
- Yttermalungs kapell, 1964
- Centrumhuset "Fokus", Stora Brogatan/Kyrkogatan, Norrtälje, 1965
- Åsarne nya kyrka, 1966
- Järvsö Församlingshem, S:t Persgården, 1967
- Marielundskyrkan, Östersund, 1969[15]
- Junsele kyrka och Gravkapell, 1970
- Solåkrabyn Järna. Hem för utvecklingsstörda ungdomar, 1970[16]
- Ludvika lillkyrka, Ludvika Gård, 1973. Delvis nedbrunnen 2006 och återuppbyggd, dock ej i ursprungligt utförande